# 韩镕泽
韩镕泽（1993年1月15日—），是一名中国足球运动员，现效力於中国足球超级联赛球队青島海牛，司职守门员。

## 俱乐部生涯
韩镕泽自幼离开家乡沈阳加入鲁能泰山足球学校，2011年随山东鲁能泰山梯队以山东青年的名义参加2011年中国足球乙级联赛。他在2011赛季中出场12次。2012年，陈灏被新任主教练亨克·滕卡特提升到山东鲁能泰山征战2012年中国足球超级联赛的预备队名单。 在2012赛季，他主要担任耿晓锋和杨程的替补，是球队的第三门将。
2014年5月由于被查出兴奋剂检测阳性，受到足协警告处罚。

## 国家队生涯
2007年，韩镕泽首次入选中国国少队参加2008年亚足联U16青年锦标赛资格赛。 他参加2008年10月份在乌兹别克斯坦举行的2008年亚足联U16青年锦标赛，但只能担任张振强的替补，没有出场比赛，最终中国U17国家队以1胜1平1负的成绩小组赛即遭淘汰。2010年6月，韩镕泽第一次进入中国国青队集训名单，以备战2010年亚足联U19青年锦标赛。 虽然他进入最终的参赛名单，但仅担任第三号门将，没有得到出场机会。2011年，他先后跟随国青队参加俄罗斯格兰纳钦青年足球邀请赛、法国土伦杯和潍坊杯等足球邀请赛，并入选国青队参加当年10月底至11月初进行的2012年亞足聯U19青年錦標賽資格賽名单。他以主力守门员的身份参加国青队的全部四场资格赛比赛，最终国青队以2胜1平1负的成绩晋级正选赛。

## 荣誉

### 俱乐部

#### 山东泰山
- 中国足球超级联赛冠军：2021
- 中国足协杯：2014、2020、2021
- 中国足球协会超级杯：2015